# كاليه فيكتوريي
كاليه فيكتوريي (بالرومانية: Calea Victoriei) (وتعني شارع النصر أو جادة النصر) هي واحدة من أهم الطرق في بوخارست، رومانيا. وتبدأ من ساحة الأمم المُتحدة (عند التقاطع مع سبلاي الاستقلال) وصولًا إلى ساحة الإستقلال، ويبلغ طولها 2700 متر.

## المباني

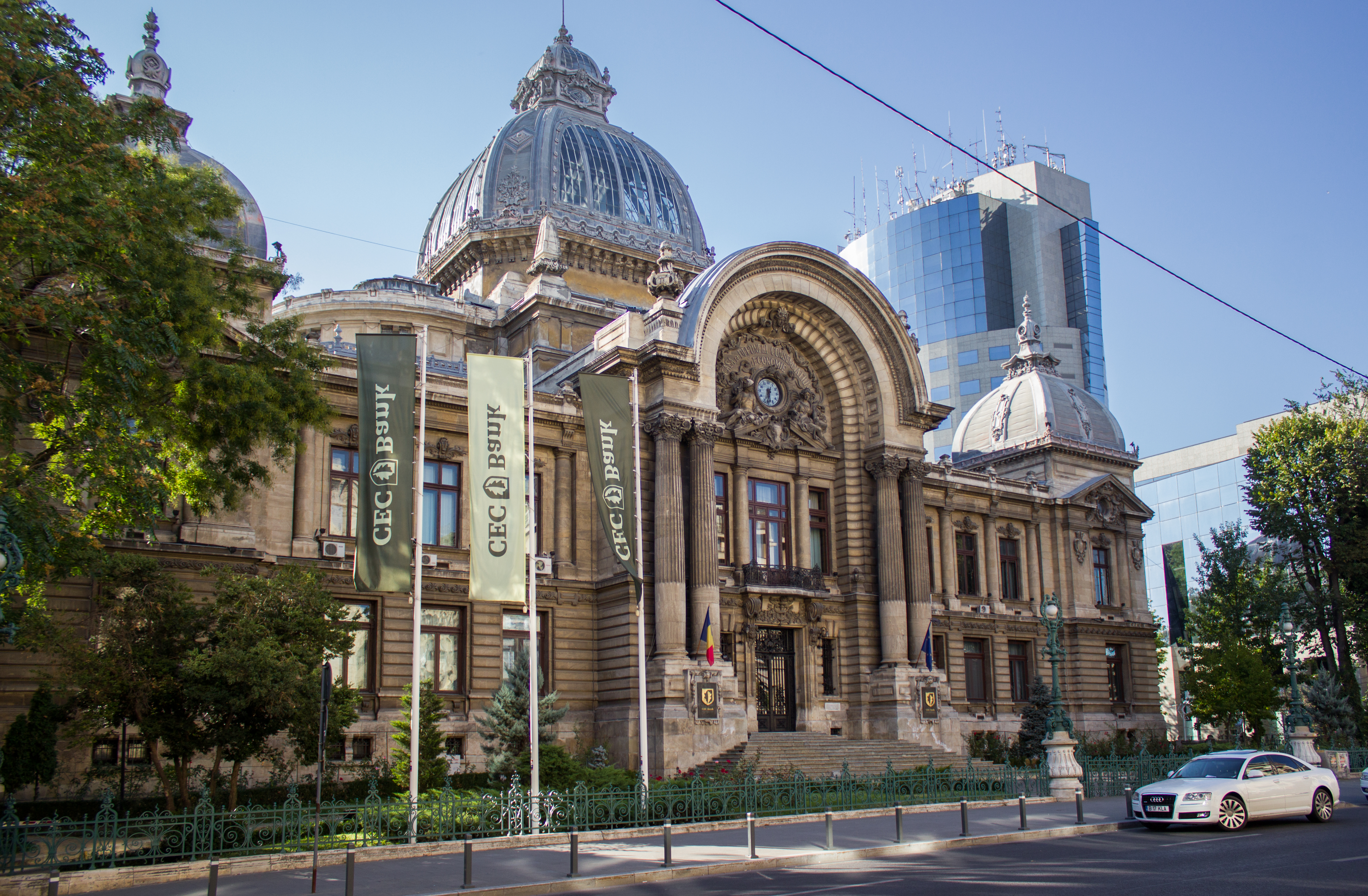
قصر دار الودائع والإستهلاك والتوفير
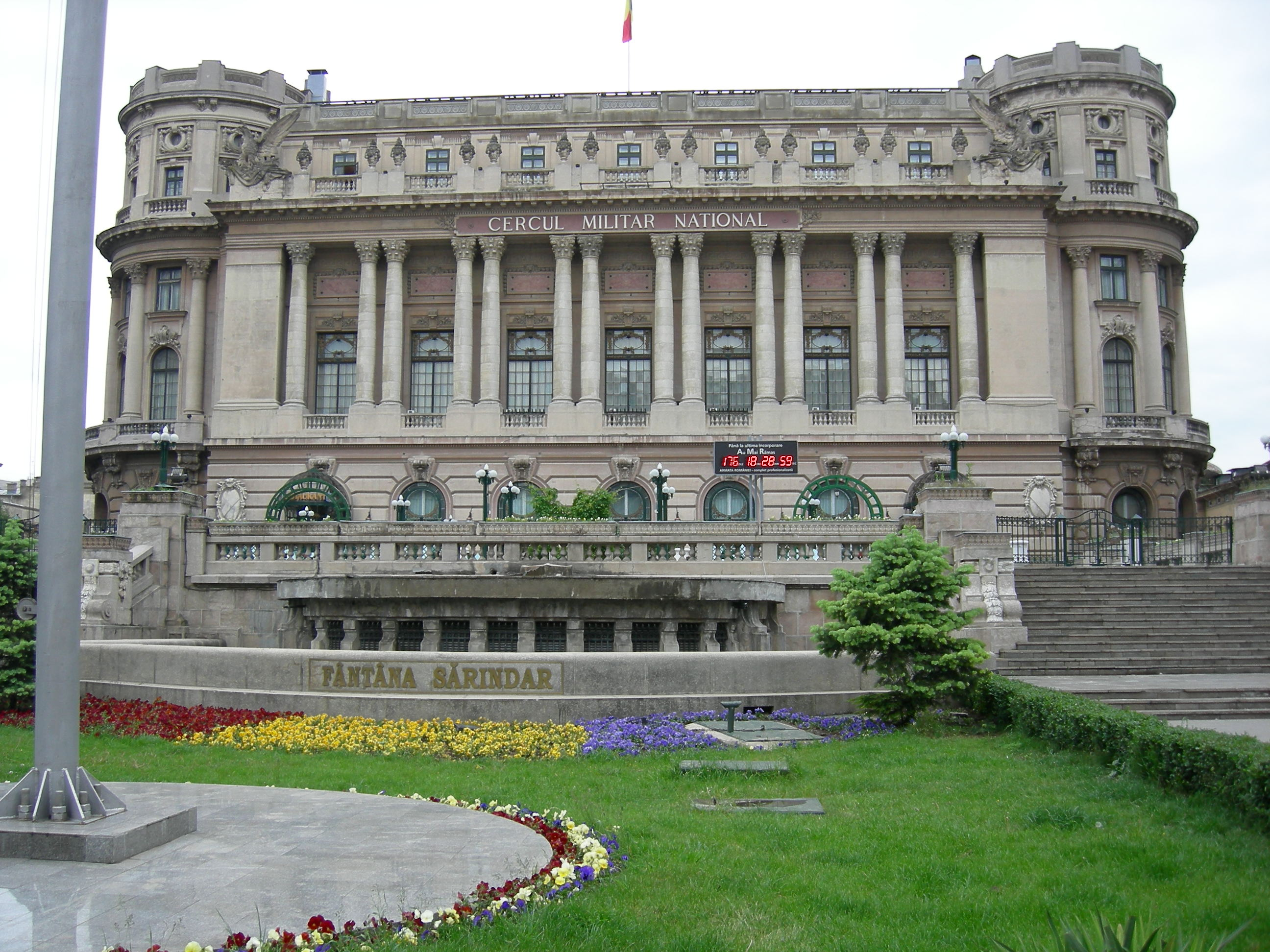
القصر العسكري الوطني
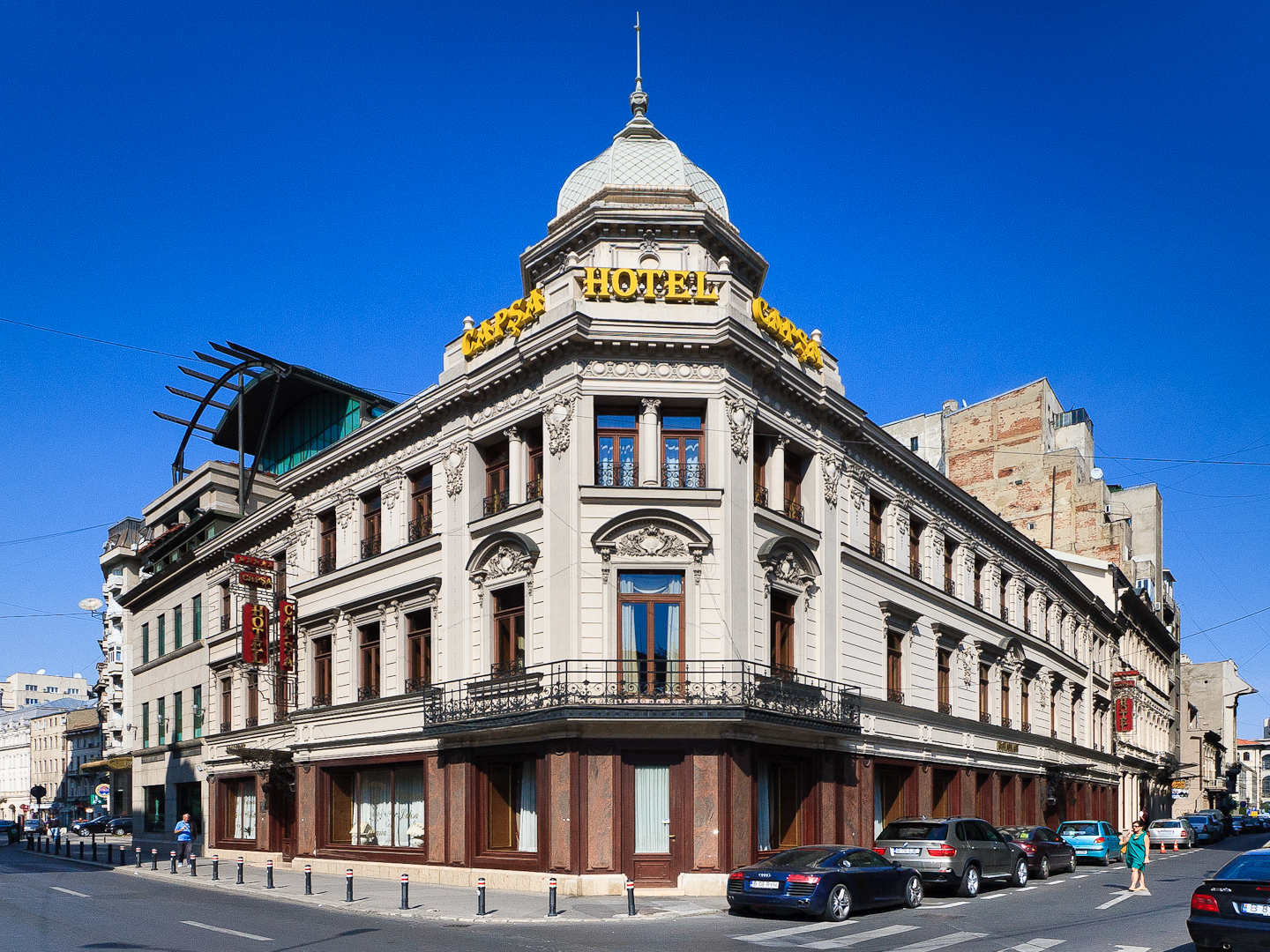
كاسا كابشا
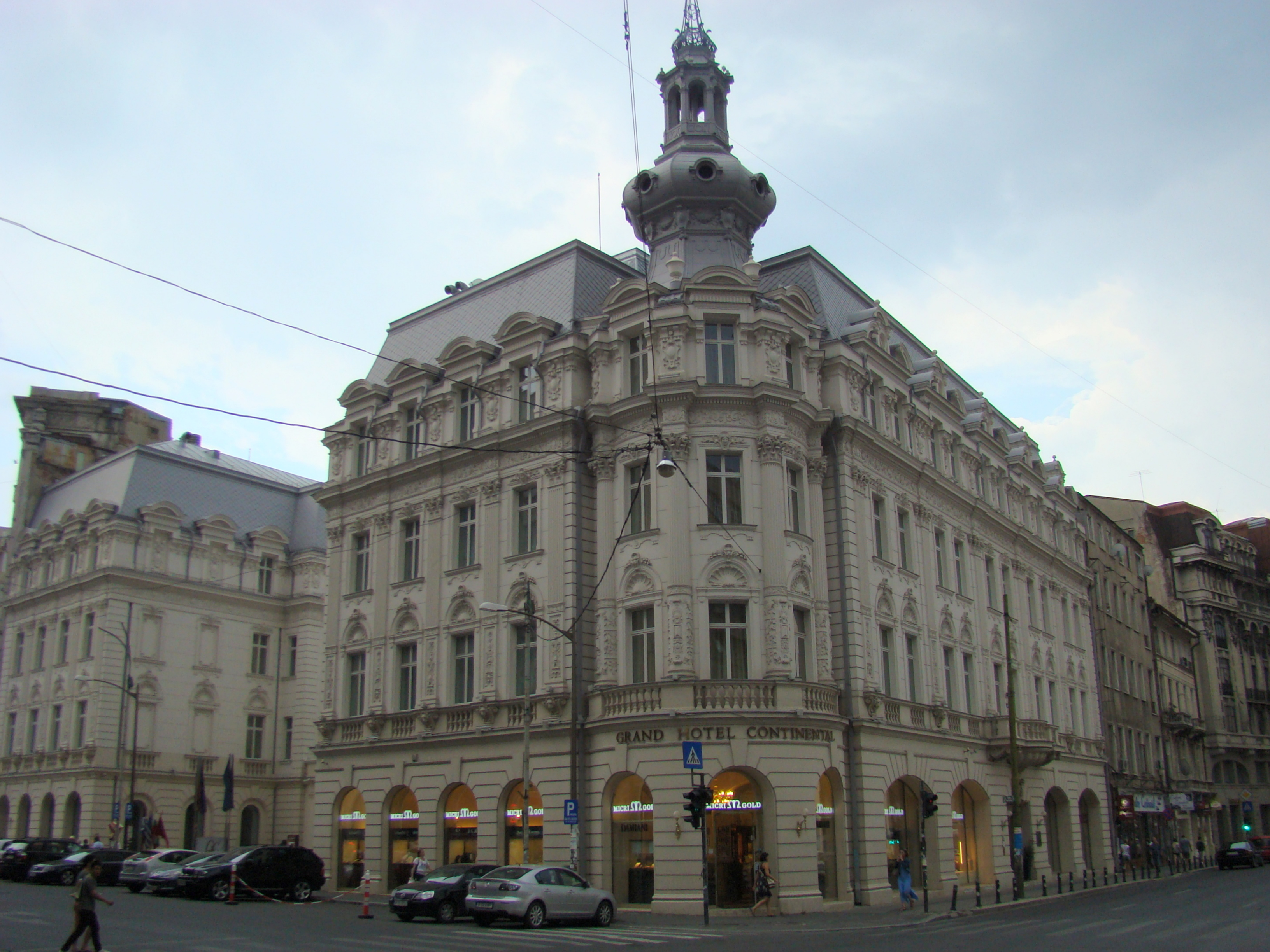
فندق جراند كونتيننتال
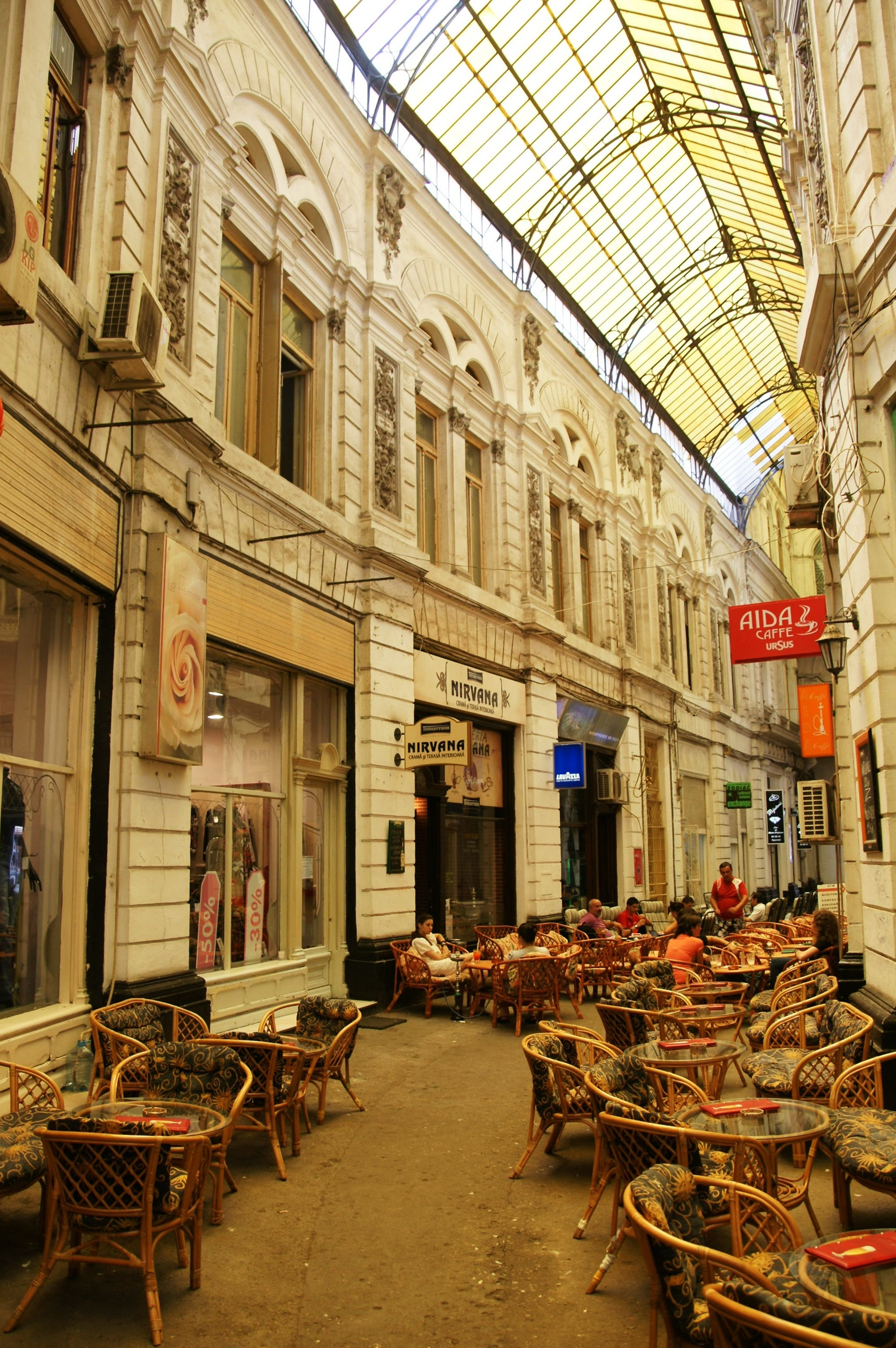
معبر ماكا-فيلااكروس

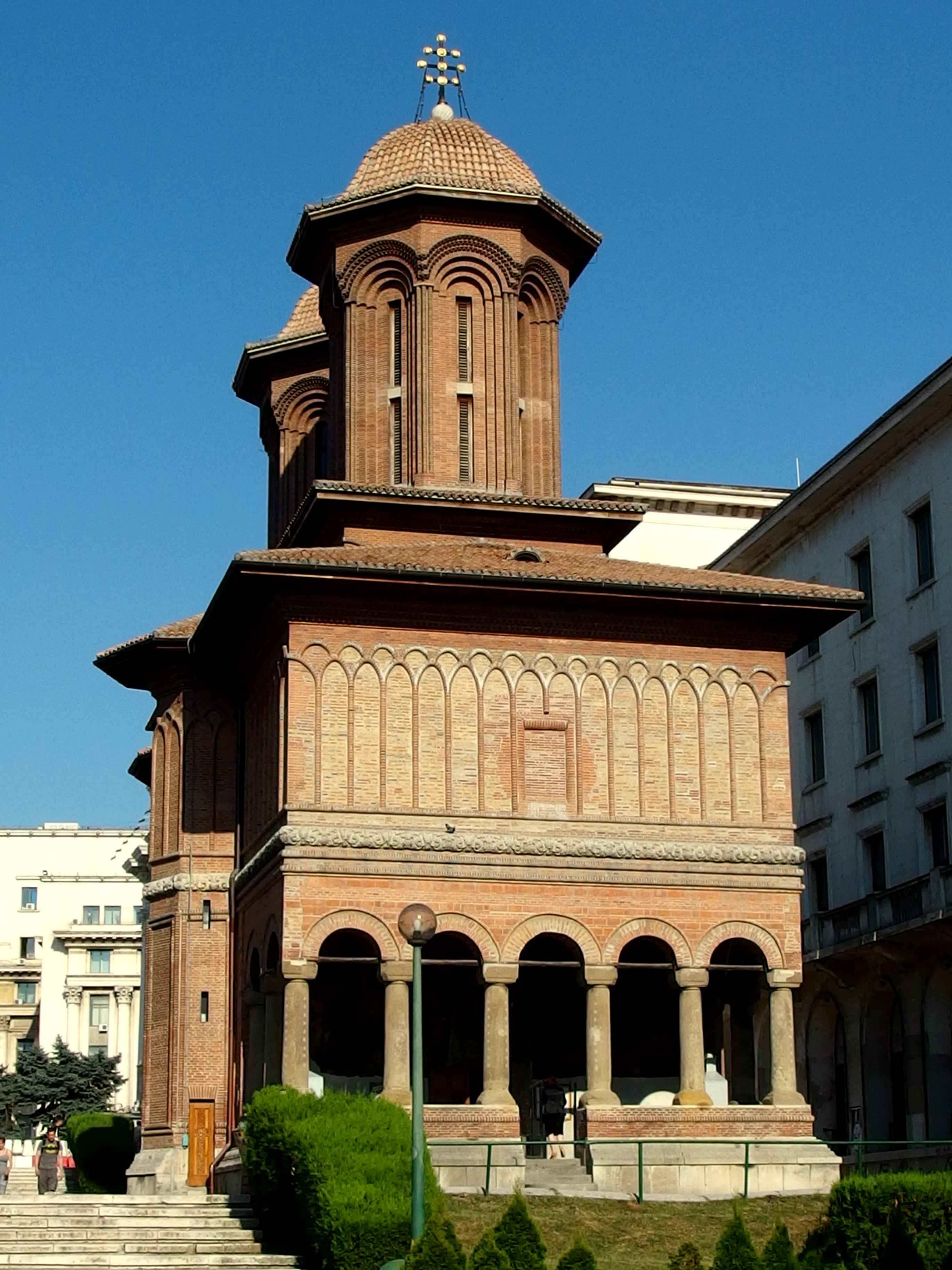
كنيسة كريتسوليسكو
القصر الملكي
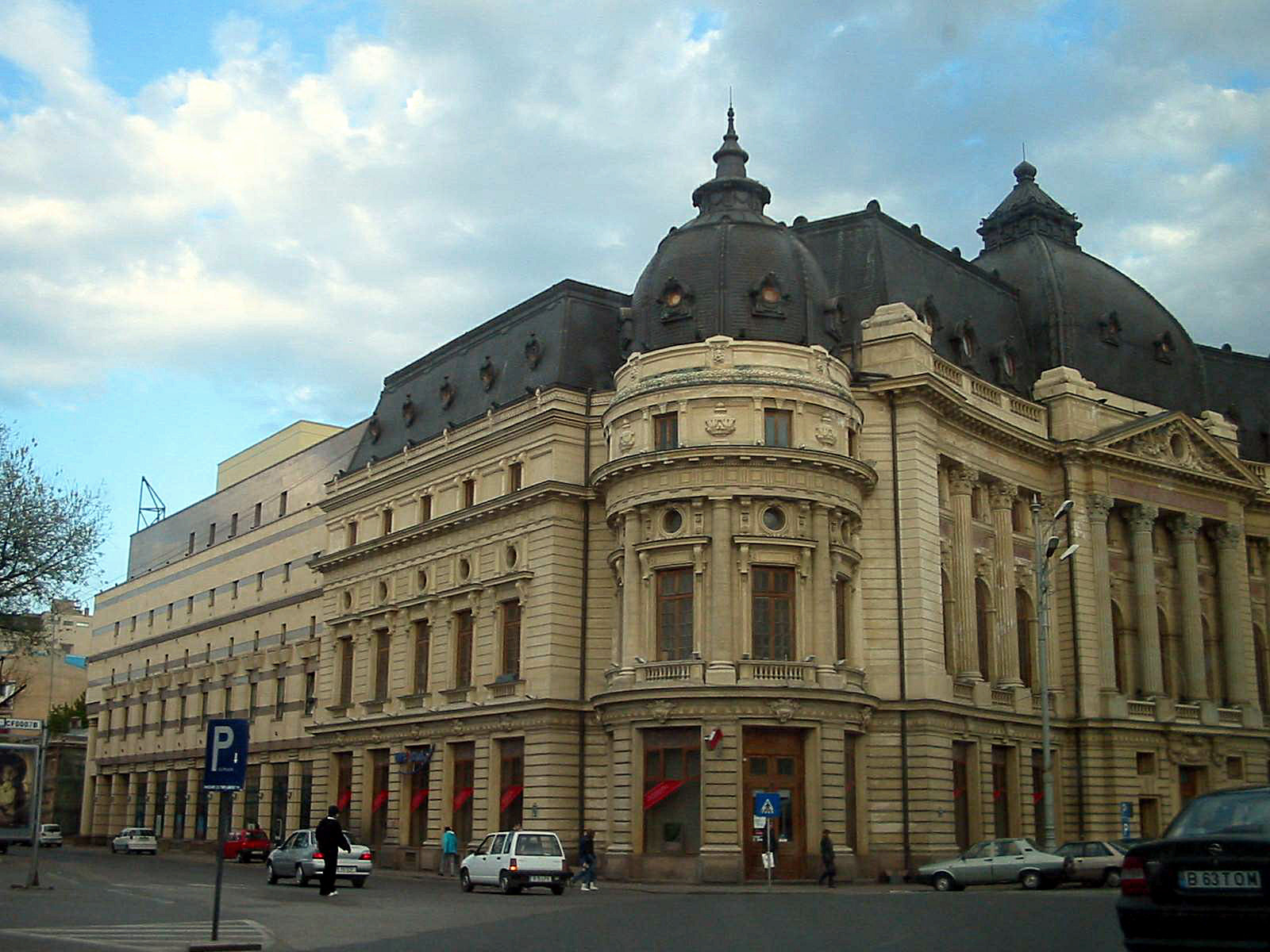
المكتبة المركزية الجامعية
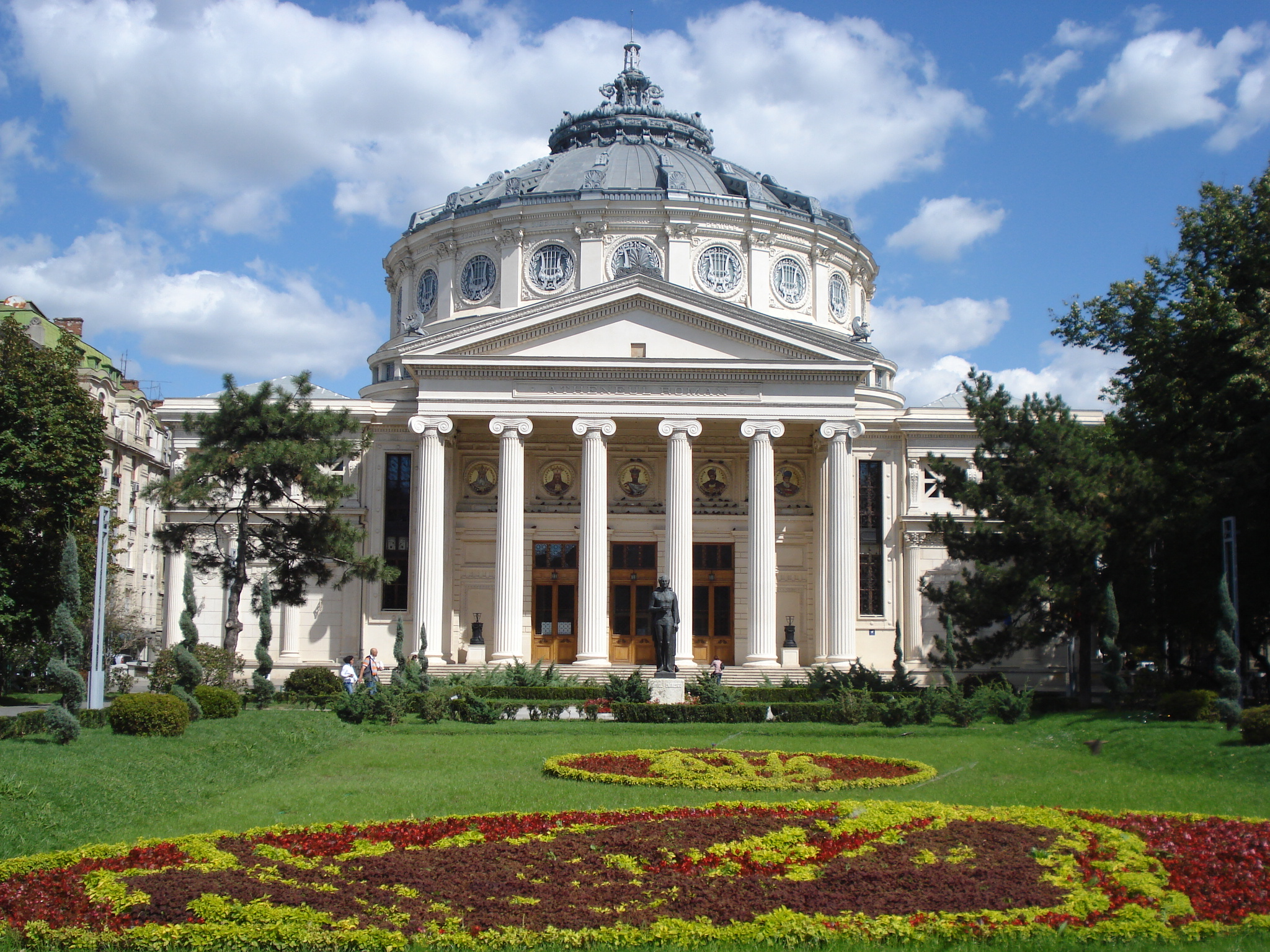
المسرح الروماني